# Kirdorf (Bedburg)
Kirdorf ist ein Stadtteil von Bedburg im Rhein-Erft-Kreis, Nordrhein-Westfalen. Ortsbürgermeisterin ist Angelika Dreikhausen (CDU).

## Lage
Kirdorf ist ein südlicher Stadtteil von Bedburg. Die Kreisstraße 32 führt am Ort vorbei, westlich verläuft die Bundesautobahn 61.

## Geschichte

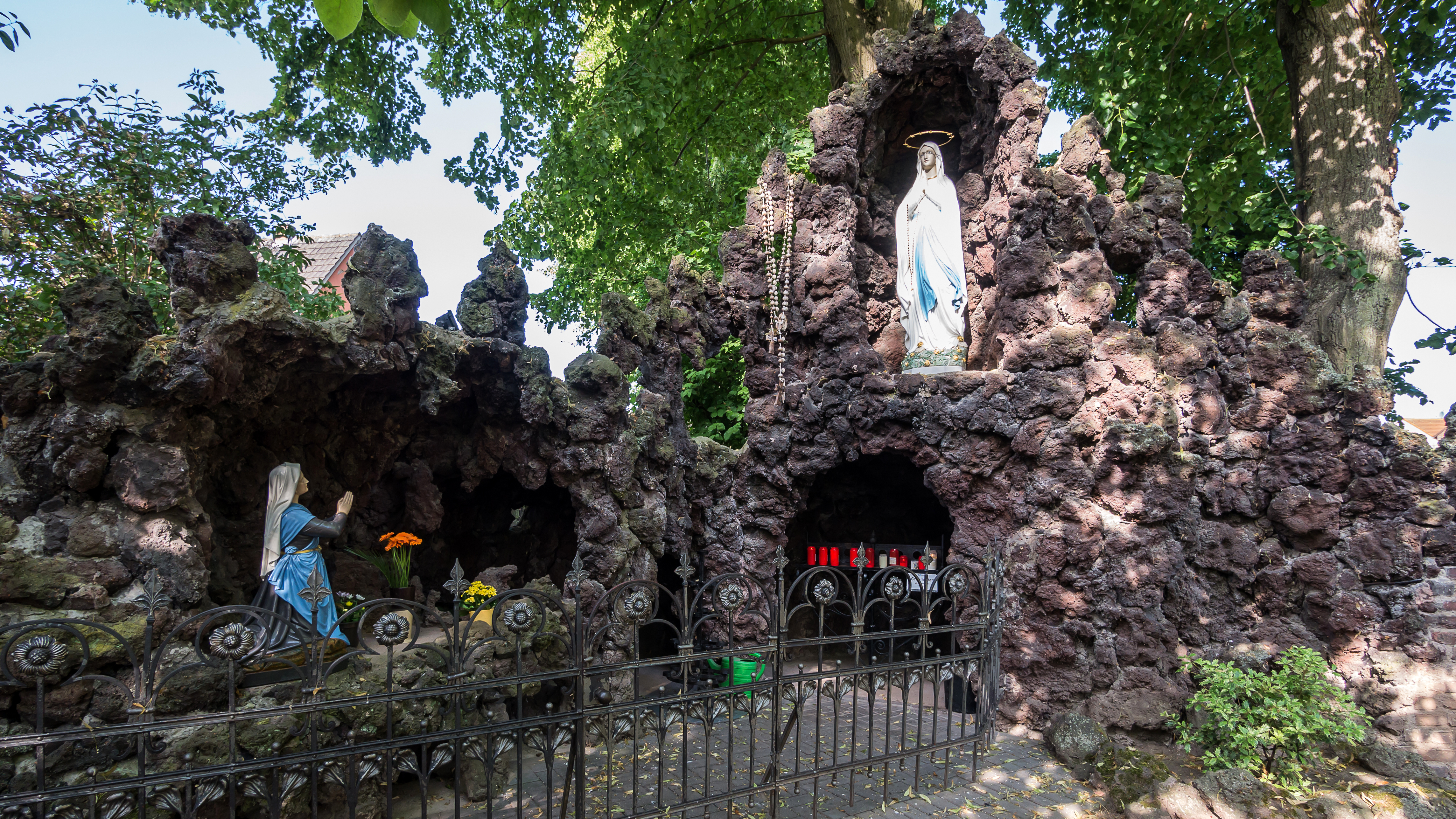
Alt-Sankt-Willibrordus Lourdes Grotte

Funde aus der Jungsteinzeit zeugen davon, dass in diesem Gebiet schon früh Menschen wohnten. In der Römerzeit stand hier ein römischer Gutshof, eine sogenannte „villa rustica“, der bei Baggerarbeiten im Zuge des Braunkohle-Tagebaus entdeckt wurde. Um 898 taucht der Ort in einer Schenkung des Königs Zwentibolds von Lothringen an das Essener Damenstift auf. Eine Kirche wird im liber valoris um 1300 genannt.
Im Mittelalter gehörte der Ort zur kurkölnischen Grafschaft Bedburg. Damals führten zwei römische Landstraßen und eine Handelsstraße durch den Mittelpunkt des heutigen Dorfes. Er wurde 1642 vollständig niedergebrannt, aber wieder aufgebaut. Zwei römische Landstraßen und eine mittelalterliche Handelsstraße führten durch den heutigen Mittelpunkt des Dorfes.
Bis 1965 führte das Schmalspurgleis des sogenannten „Amelner Johännchen“ (von Bedburg nach Ameln) durch den Ort.
Auf dem alten Friedhof befindet sich die gut erhaltene Lourdes-Grotte, die 1908 Gärtner Johann Sieben aus Kirdorf unter der Leitung von Pastor Simon Lassaulx erbaut wurde. Aus Berichten des Erftboten ist zu erkennen, dass die Einweihung am 8. Dezember 1908 überortlich groß gefeiert wurde. Sie wurde zu einer Wallfahrtsstätte, die sich später jedoch wieder verlor.

## Kirche
Die alte katholische Pfarrkirche St. Willibrord (heiliger Missionar aus England, der die heidnischen Bewohner zum Christentum bekehrte), heute Annexkirche, war früher ein zweischiffiger Backsteinbau mit einem Westturm und einem dreiseitig geschlossenen Chor. Von diesem Bau um 1500 ist nur noch der Turm erhalten. Sein Obergeschoss wurde 1645 neu gebaut. Nach dem Zweiten Weltkrieg wurde die Kirche bis 1950 im Inneren als ungeteilte Saalkirche wiederaufgebaut. In den 1980er Jahren wurde sie renoviert.

## Bildung und Sport
Kirdorf hat einen katholischen Kindergarten und die Anton-Heinen-Gemeinschaftsgrundschule. Der Fußballverein B. C. Kirdorf-Blerichen vertritt die Orte Kirdorf und Blerichen.

## Verkehr
Die VRS-Buslinien 905, 975 und 988 der Rhein-Erft-Verkehrsgesellschaft verbinden den Ort mit Bedburg-Mitte, Königshoven, Elsdorf und Bergheim.
| Linie | Verlauf |
| ----- | --- |
| 905   | Stadtbus Bedburg: Bedburg Bf – Bedburg-West – Kirchtroisdorf – Grottenherten – Kirchherten – Pütz – Königshoven – Kaster – Lipp – Bedburg Rathaus – Bedburg Bf – Blerichen – Kirdorf                                              |
| 975   | (Grevenbroich – Laach – Gustorf – Königshoven –) Kaster – Bedburg Bf – Blerichen – Kirdorf – Glesch – Paffendorf – Zieverich – Bergheim Bf – Kenten – Quadrath-Ichendorf – Horrem Bf                                              |
| 988   | (Stammeln – Heppendorf – Widdendorf – Grouven – Berrendorf-Wüllenrath – Giesendorf –) Elsdorf – Angelsdorf – Esch – Tollhausen – Oberembt – Frankeshoven – Niederembt – Bedburg Schulzentrum / (Kirdorf – Blerichen – Bedburg Bf) |